# 青森りんこ
青森 りんこ（あおもり りんこ、Aomori Rinko）は日本のバーチャルYouTuber。青森県のご当地Vtuberを掲げ、青森の魅力を発信することを中心に活動している。

## 概要
青森県津軽地方出身。2019年11月5日（いいりんごの日）にデビュー。活動当初は津軽りんこ名義。2020年6月21日に改名。
特技の一つに麻雀を掲げており、近代麻雀で執筆を行う。

## 経歴

### 2020年
- 9月 - ファンの提案を元に企画した津軽鉄道レール・オーナー制度を実施。金木駅から芦野公園駅までの区間を青森りんこ区間と定めオーナーを募集[3]。津軽鉄道の2020年度の寄付総額は286万円、前年度比約20倍を達成した[4][5]。また、『バーチャル津鉄旅』と銘打った動画を投稿し、津軽鉄道のキャラクター「つてっちー」とのコラボ缶バッジを販売[6]。
- 11月 - 青森銀行とのコラボを発表[7]。
- 11月5日 - HTC VIVE JAPAN初のVTuber公式キャラクター就任[8]。
- 12月 - 善知鳥神社とのコラボ絵馬を授与[9]。

### 2021年
- 1月29日 - 青森銀行とのコラボ動画を公開[10]。以降1か月毎に追加配信[11]。
- 7月5日 - つがる市で株式会社を設立したことをライブストリーミングにて報告[12][13]。
- 8月12日 - 『WAR of Zodiac』の第42回闘票戦公式フォロワーVTUBER杯に参加[14]。
- 8月16日 - 『初心者から ぐんぐん強くなる 麻雀何切る』（竹書房、著：多井隆晴・郡道美玲）の構成を担当[15]。
- 9月7日 - 赤月ゆに、餅月ひまりとのイベントユニット「3StarGearing」を結成し、『VTuber競輪プロジェクト』に参加[16]。
- 9月19日 - チャンネル登録者数1万人を突破[17]。
- 9月23日 - 26日 - 『VTuber競輪プロジェクト』にて、青森競輪のみちのく記念競輪（GⅢ）善知鳥杯争奪戦のメインパーソナリティを担当予定[18]。
- 10月9日 - 麻雀好きVTuberの千羽黒乃、今酒ハクノ、鴨神にゅう、鳳玲天々とともに結成した音楽ユニット『Hack Hearts Tune』（ハックハーツチューン）に、正体不明だがMリーグで聞き覚えがある「海賊ロボ」を特別ゲストに迎えた1stシングル『天下無双ワンチャンス★』のMVが、青森のYouTubeチャンネルで公開される[19]。

### 2022年
- 7月1日 - 「青森りんこデジタルスタンプラリーin津軽半島」が開催[9]。